# 할라브자주
할라브자주(아랍어: محافظة حلبجة, 쿠르드어: پارێزگای ھەڵەبجە)는 이라크의 주로 주도는 할라브자이며 면적은 3,060km2, 인구는 337,000명(2013년 기준)이다. 쿠르드 자치구를 구성하는 주 가운데 하나이며 동쪽으로는 이란과 국경을 접한다. 2014년 술라이마니야주에서 분리되어 신설되었다.